# 落合宿

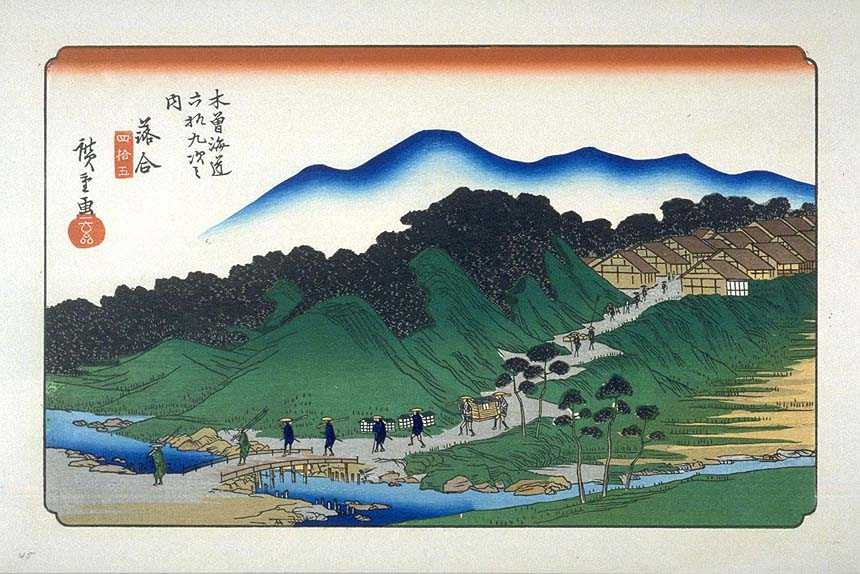
歌川広重「木曽海道六十九次・落合」

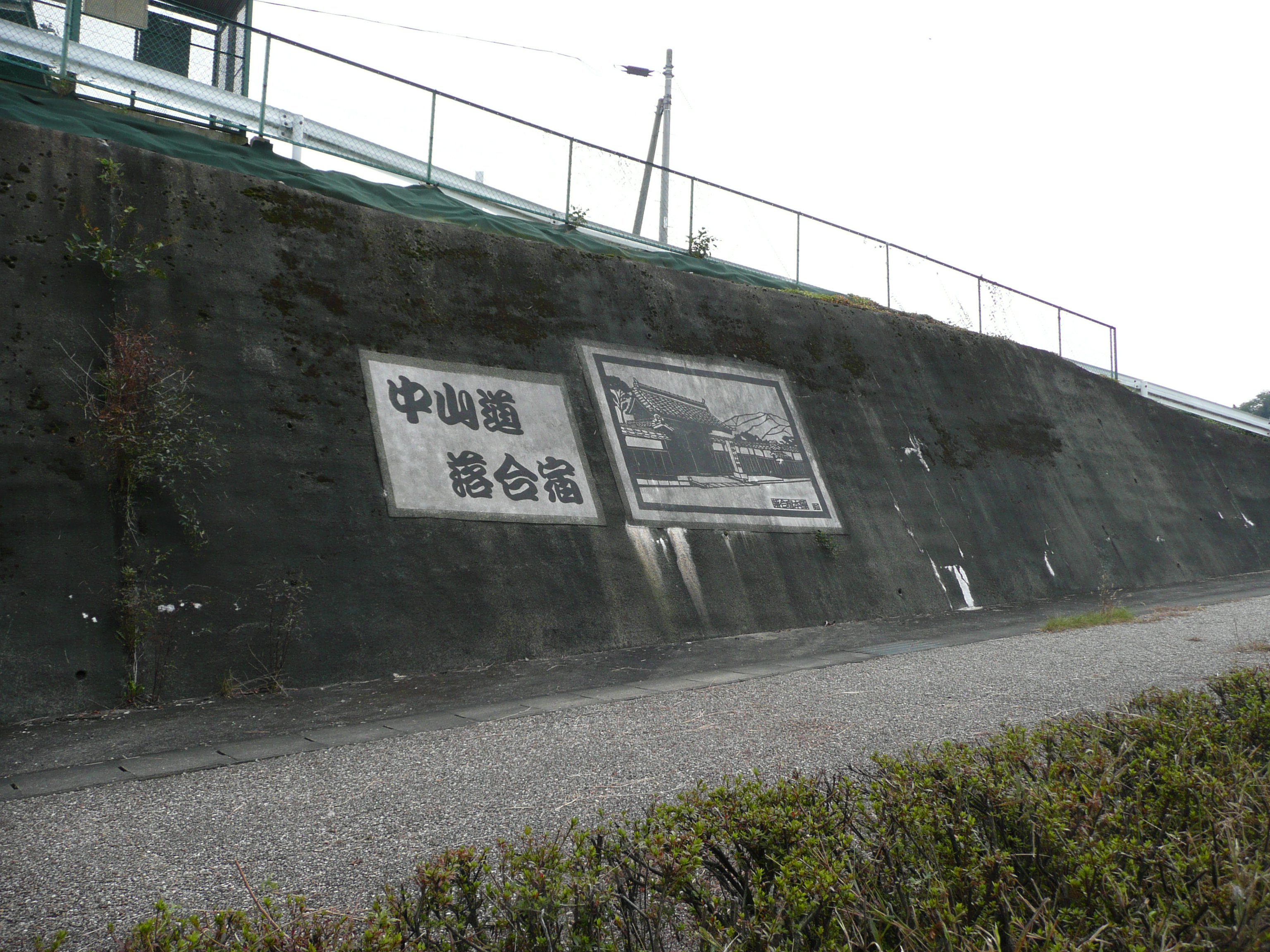
国道19号沿いにあるイラスト

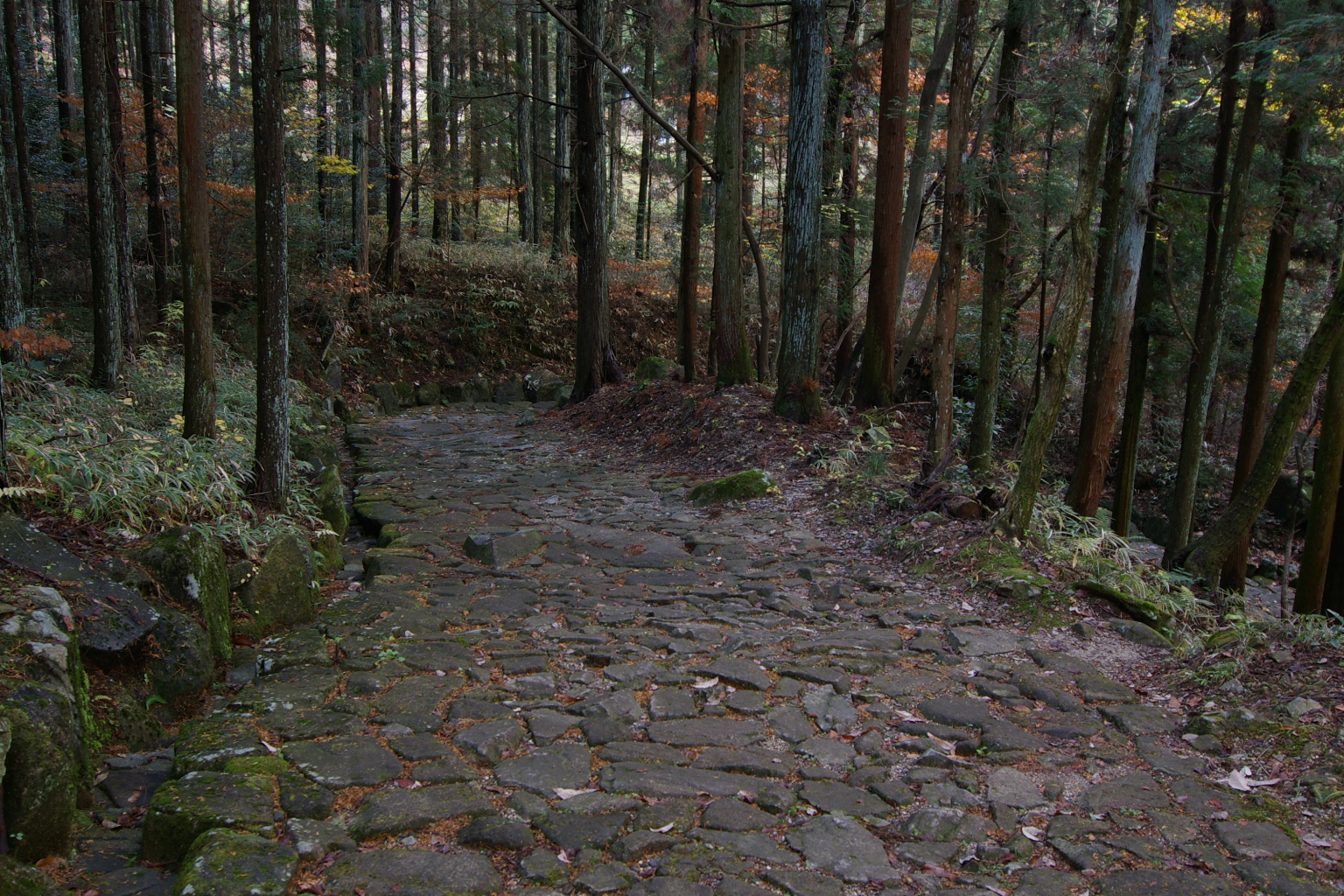
落合の石畳（岐阜県指定史跡「中山道」）

落合宿（おちあいじゅく）は、中山道44番目の宿場（→中山道六十九次）。美濃国恵那郡落合村（現在の岐阜県中津川市）に存在した。

## 概略
- 尾張藩領（1843年）
- 人口：370人
- 家数：75軒
- 本陣：1軒
- 脇本陣：1軒
- 旅籠：14軒

## 最寄り駅
- JR中央本線 落合川駅下車、駅からやや距離がある。
- JR中央本線 中津川駅から北恵那交通バスに乗車、「落合」バス停下車。

## 史跡・みどころ
- 本陣
  - 岐阜県内に残る唯一の本陣建築。平成22年（2010年）に国指定史跡中山道に追加指定された。
- 脇本陣跡
- 医王寺
- 善昌寺
- 高福寺

中津川宿までの史跡・みどころ
- 落合五郎城跡（おがらん様）
  - 木曾義仲の家臣で四天王のひとりと言われた落合兼行の館跡。
- 与坂立場跡
- 子野の一里塚跡
- 小野の地蔵堂石仏群
- 尾州白木改番所跡
- 立場茶屋　越前屋

馬籠宿までの史跡・みどころ
- 中山道 落合の石畳
- 「是より北 木曽路」の碑

落合宿や落合の石畳などの名所は中部北陸自然歩道のモデルコース「中山道落合の石畳を訪ねるみち」となっている。

## 隣の宿
中山道
馬籠宿 - 落合宿 - 中津川宿
- 馬籠宿までは1里5町（約4.5km）
- 中津川宿までは1里（約4km）